# سعد بن سعد اشعری قمی
سعد بن سعد اشعری قمی فردی از خاندان اشعری بود که در راستای ترویج مذهب شیعه فعالیت می‌کرد. وی اواخر قرن دوم هجری در شهر قم به دنیا آمد و در نیمه اول قرن سوم نیز درگذشت. محل دفن او حرم فاطمه معصومه در قم تخمین زده شده‌است. در برخی متون تاریخی و حدیثی از سعد با نام «سعد بن سعد بن احوص اشعری قمی» یاد شده‌است. لقب «الاحوص» احتمالاً نام جد او یا لقب پدرش بوده‌است.
بنابر گفته نجاشی و طوسی، از رجال حدیثی شیعه، سعد از یاران و راویان علی‌بن موسی‌الرضا و محمد تقی — امام هشتم و نهم شیعیان دوازده‌امامی — بود؛ اما برقی، رجال‌شناس شیعه، در کتاب رجال البرقی؛ او را از اصحاب موسی کاظم — امام هفتم شیعیان دوازده‌امامی — می‌داند. سعد بن سعد در میان منابع رجالی شیعه، به «محدث و عالمی مؤثق» توصیف شده و روایاتش مورد اعتماد اهل حدیث بوده‌است. در منابع حدیث‌پژوهی شیعی گزارش شده که وی برای افزایش علم و شناخت بیشتر مکتب حدیثی شیعه دوازده‌امامی و همین‌طور استماع حدیث؛ از قم به مدینه و خراسان سفرهایی داشته‌است.
بر اساس منابع شیعی، برای سعد، شاگردانی در علم حدیث گزارش کرده‌اند که محمد بن خالد برقی یکی از آنان است. او در حدیث از افرادی چون حسن بن جهم، صفوان بن یحیی و علی بن ابی‌حمزه نقل روایت داشته‌است. همچنین برای او دو کتاب روایی گزارش شده‌است.

## نام و تبار

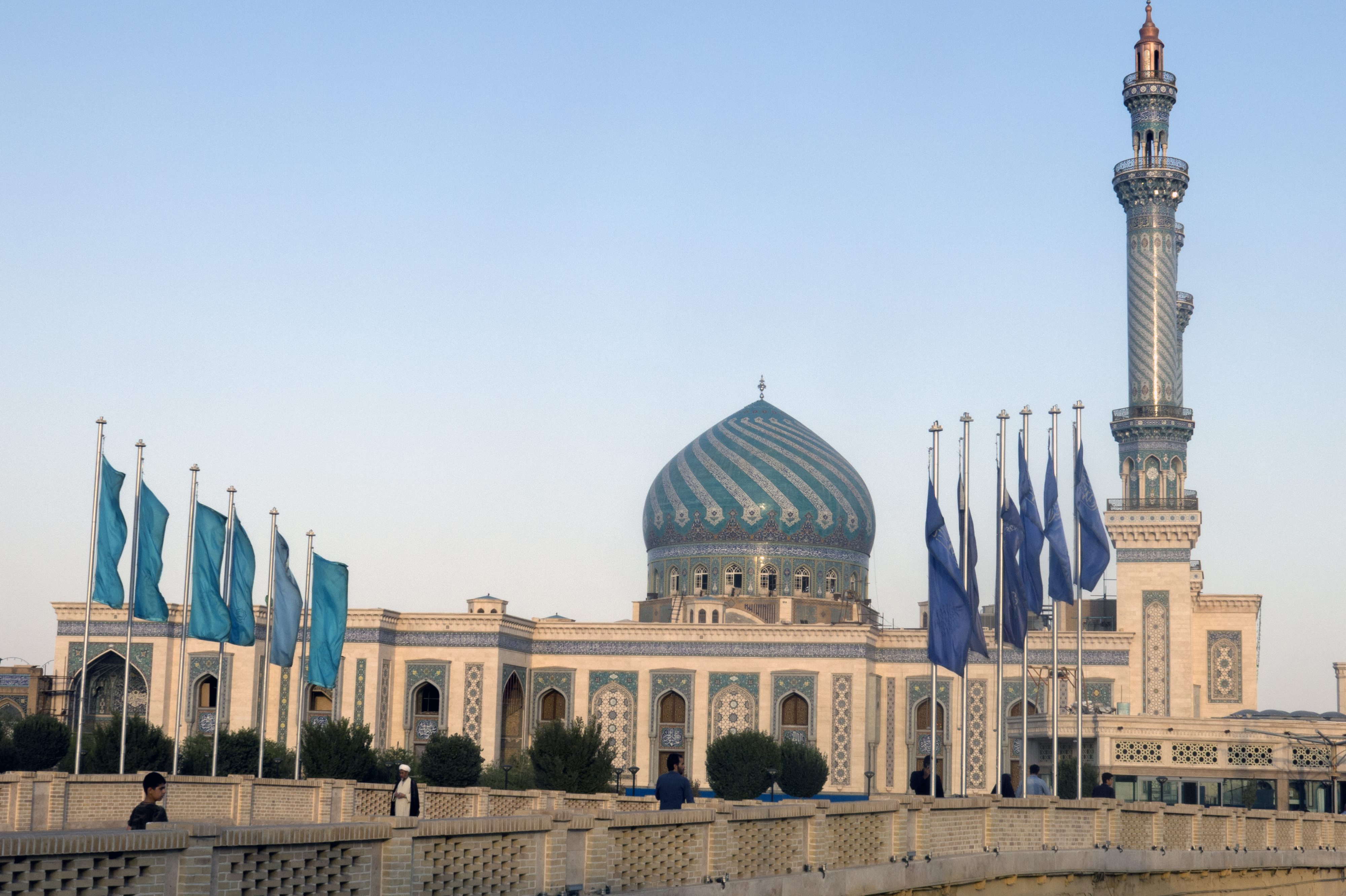
مسجد امام حسن عسکری که بنابر گزارش‌هایی توسط خاندان اشعری در قم تأسیس شده‌است.

سعد فرزند سعد و لقب وی اشعری و نسبت او قمی است. سعد از خاندان اشعری بود و نسبش به شخصی با نام اشعر می‌رسد. نسب اشعر نیز به سبأ و سپس به قحطان می‌رسد. خاندان اشعری تا قبل از ظهور اسلام در زمرهٔ بت‌پرستان به‌شمار می‌رفتند و بعد از آن، به اسلام گرویدند. اشعریان از قدیمی‌ترین خاندان‌های شیعه در عصر غیبت صغری بودند. این خاندان از قبایل عرب در کوفه بودند که در قرن اول ه‍. ق، تحت شرایط خاص به قم مهاجرت کردند و از همان قرن اول تا قرن چهارم ه‍. ق، رهبری مذهبی و علمی شیعیان در شهر قم را بر عهده داشتند. از فعالیت‌های این خاندان در زمینه کلام و حدیث، تأسیس مکتب حدیثی قم است. به گزارش ربانی، تعداد زیادی از این خاندان جزء راویان حدیث قرار گرفتند.
خوئی رجال‌شناس شیعه، در کتاب معجم رجال الحدیث و بسام رجال‌شناس شیعه در کتاب زبده المقال من معجم الرجال، سعد بن سعد الاحوص را همان سعد بن سعد اشعری می‌دانند. برای اتحاد بین این دو نفر دو دلیل ذکر می‌شود: اولاً راویان کتاب سعد بن احوص با راویان کتاب سعد بن سعد یکی هستند. ثانیاً اگر این دو نفر، دو شخصیت جداگانه بودند؛ باید برای هر کدام کتابی در مستندات یافت می‌شد و علمای علم رجال مانند نجاشی و شیخ طوسی آنها را ذکر می‌کردند. مؤید دو دلیل ذکر شده این است که برقی نیز تنها نامی از سعد بن سعد اشعری قمی در کتاب خود آورده و به دو شخصیت جداگانه اشاره‌ای نداشته‌است.

## زندگی‌نامه

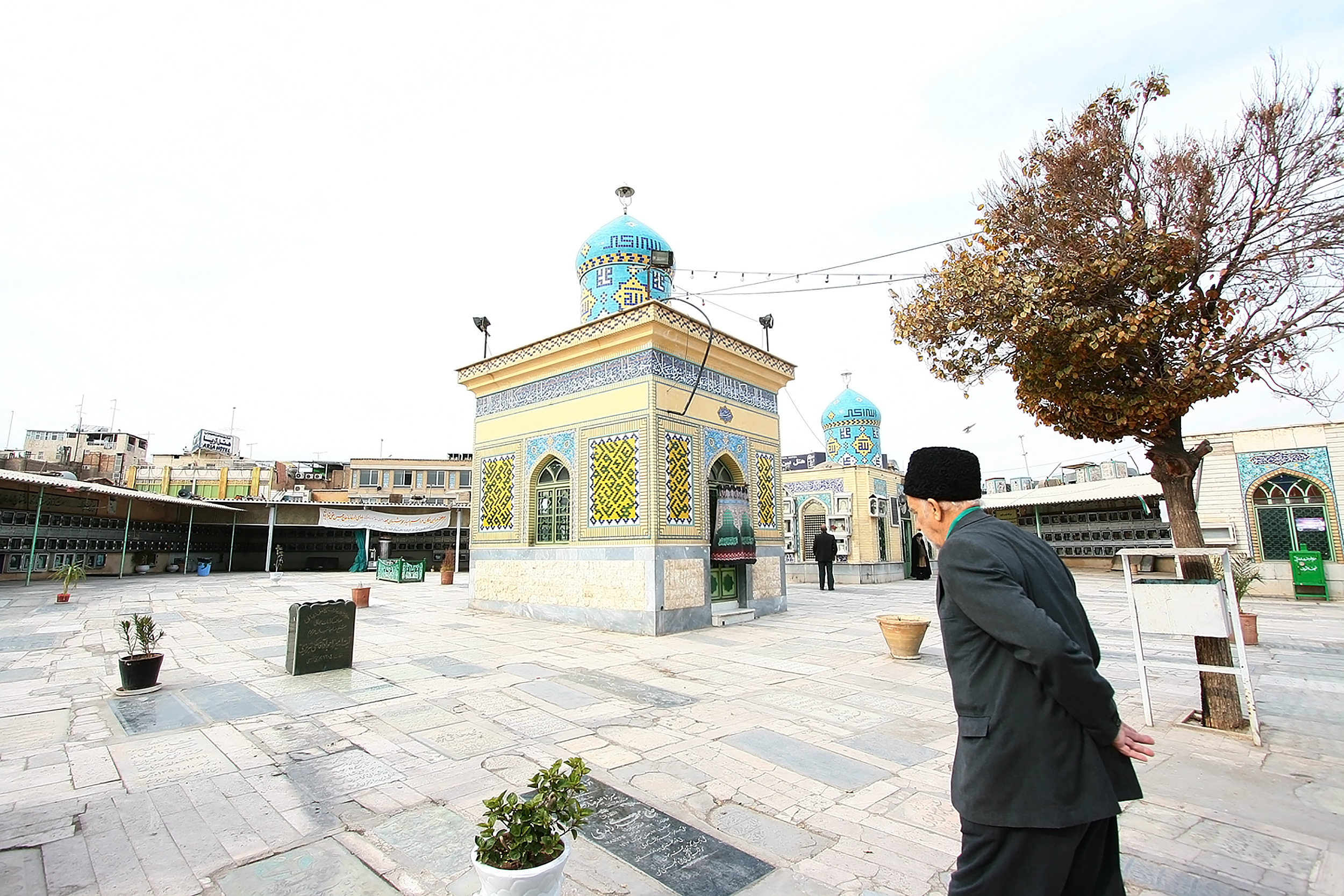
گورستان شیخان، در مجاورت حرم فاطمه معصومه (شهر قم، ایران) که محل دفن افرادی از خاندان اشعری است.

به گزارش ربانی، سعد بن سعد در اواخر قرن دوم هجری در قم چشم به جهان گشود و در نیمه اول قرن سوم درگذشت. خویی در خصوص او آورده‌است که وی از علی بن موسی الرضا و ابوجعفر روایت کرده. برقی، رجال‌شناسی شیعه در کتاب رجالش، او را از اصحاب موسی بن جعفر می‌داند. نجاشی و طوسی، از دانشمندان علم رجال شیعه، او را از یاران و راویان علی بن موسی الرضا و محمد تقی می‌دانند. ابوعمرو کشی رجال‌شناس شیعه، او را از راویان و یاران محمد تقی می‌داند. ربانی می‌نویسد سعد با نیت افزایش علم و برای شناخت بیشتر مکتب حدیثی شیعه دوازده‌امامی و استماع حدیث بیشتر از شهر قم به مدینه و خراسان هجرت کرد. کشی به نقل از عبدلله بن صلت قمی می‌نویسد: «نزد محمد تقی رفتم و از او شنیدم که گفت: خدا به صفوان بن یحیی، محمد بن سنان و زکریا بن آدم پاداشی نیک دهد ولی از سعد بن سعد نام نبردند، من برگشتم نزد ایشان و محمد تقی گفت: خدا صفوان بن یحیی و محمد بن سنان و زکریا بن آدم و سعد بن سعد را خیر دهد؛ زیرا نسبت به من وفاداری کردند.»
به گزارش ربانی، محل دفن سعد به‌طور مشخص معلوم نیست و منابع در این خصوص اظهار نظری قطعی نداشته‌اند؛ تنها این احتمال داده شده‌است که او نیز همانند بسیاری از اعضاء خاندان اشعری، در حرم فاطمه معصومه در قم دفن شده باشد.

## فعالیت‌های علمی

### اساتید و شاگردان
افرادی چون حسن بن جهم، صفوان بن یحیی و علی بن ابی‌حمزه کسانی هستند که سعد بن سعد از آنها نقل روایت کرده‌است. تعدادی از عالمان و راویان شیعه نزد سعد به استماع حدیث پرداخته‌اند. محمدبن خالد برقی، محمد بن حسن ابی‌خالد، احمد بن محمد بن عیسی قمی و عباد بن سلیمان از جمله شاگردان او نام برده شده‌اند. ابوالحسنی در کتاب عالمان شیعه، جعفر بن ابراهیم حضرمی و عبدالعزیز بن مهتدی اشعری قمی را نیز از شاگردان سعد عنوان کرده‌است.

### آثار
شیخ طوسی، رجال شناس شیعه، در کتابش می‌نویسد محمد بن حسن شنبوله کتابی را از سعد بن سعد اشعری روایت کرده‌است. عطاردی، حدیث‌شناسی شیعه نیز گزارش می‌کند که محمد بن حسن بن ابی‌خالد کتابی از سعد گزارش کرده که در آن کتاب روایتی که نشانگر جایگاه سعد نزد محمد تقی است؛ گزارش شده‌است. نجاشی از دانشمندان علم رجال شیعه می‌نویسد: «سعد بن سعد احوص اشعری قمی دو کتاب تألیف کرده‌است یکی از آن دو مبوّب (باب باب شده) می‌باشد که عباد بن سلیمان از وی روایت می‌کند و کتاب دوم هم غیرمبوّب بوده که محمد بن خالد برقی از او روایت کرده‌است»

## در علم رجال و حدیث
در تاریخ قم آمده‌است که محمد بن حسن ابی‌خالد اشعری قمی، وصی سعد در روایت و غیر روایت گزارش شده‌است و این مطلب از جانب منابع رجالی، دلیلی بر وثاقت محمد بن حسن عنوان شده‌است. در میان منابع شیعی، سعد بن سعد اشعری قمی یکی از اشعریان، صحابه امامان شیعه و راویان ثقه به حساب می‌آید. همچنین داوری، رجال‌شناس شیعه در کتاب اصول علم الرجال، از سعد بن سعد به عنوان وکیل امامان شیعه یاد می‌کند. نجاشی ار دانشمندان علم رجال شیعه، گزارش می‌کند که سعد از علی بن موسی الرضا و محمد تقی نقل روایت کرده‌است و شیخ طوسی رجال‌شناس شیعه، با تعبیر ثقه از سعد بن سعد یاد می‌کنند. در کتاب مسندالرضا نام سیصد و شصت نفر که بدون واسطه از علی‌بن موسی‌الرضا اخذ حدیث کرده‌اند ذکر شده که در میان آنها فقط دو تن را بانوان شکل داده‌اند. یکی از این بانوان فاطمه دختر علی‌بن موسی‌الرضا است که دو حدیث از پدرش روایت می‌کند و دیگری کنیزی به نام عذرا، از خدمتگزار علی بن موسی الرضا بوده‌است. عطاردی تأکید می‌کند که راویان علی‌بن موسی‌الرضا همگان بر یک طریقه و مذهب نبوده‌اند. او در کتابش گزارش می‌کند که سعد بن سعد بیش از ۴۰ روایت در زمینه‌های مختلفی اصول و فروع همچون امامت، تفسیر، دعا، نماز، روزه، حج، زیارت، ازدواج، طلاق، جهاد و وصیت از علی‌بن موسی‌الرضا نقل کرده‌است.